# Rudaki
Abu-Abd-Al·lah Jàfar ibn Muhàmmad Rudaqí (persa: ابوعبدالله جعفر ابن محمد رودکی, tadjik Абӯабдуллоҳ Ҷаъфар Ибни Муҳаммад, intitulat آدم الشعرا Ādam ul-Shoara o Adam dels Poetes), (858 - ca. 941)
conegut simplement com a Rudaqí, també escrit com a Rudaki, Rudagi o Rudhagi, fou un poeta persa i el primer geni literari del persa modern que va compondre poemes amb l'alfabet aràbic. Rudaqí és considerat el fundador de la literatura persa clàssica.
Va néixer a Rudaq, un poble de Transoxiana, en el que actualment es coneix com a Panjakent al Tadjikistan. La majoria dels seus biògrafs informen que era totalment cec, però l'encertat coneixement dels colors que mostra en la seva poesia fa dubtar sobre aquesta qüestió.
پوپک دیدم به حوالی سرخس
بانگک بر بُرده به ابر اندرا
چادرکی رنگین دیدم بر او
رنگ بسی گونه بر آن چادرا
Traducció
Vaig veure un ocell prop de la ciutat de Sarakhs
Va alçar el seu cant als núvols
Vaig veure un colorit xador en ell
Quant de color al seu xador
Va ser el poeta de la cort de Nasr II ibn Àhmad (914 - 943) a Bukharà, però es creu que va perdre després els seus favors i va acabar els seus dies en la pobresa.
Rudaki era un amic íntim del seu alumne Shahid Balkhi, un destacat poeta i erudit del regne samànida. Després de la mort de Shahid Balkhi el 936, Rudaki va escriure una elegia per a ell. La carrera de Rudaki va començar a disminuir després de la caiguda de Bal'ami el 937. Aviat va caure en desgràcia amb l’emir i va ser destituït del tribunal. Rudaki va viure els seus últims anys en la pobresa, morint cec i sol a la seva ciutat natal l'any 940 o 941.

## Nom
El seu nom complet era Abu Abd Allah Ja'far Rudhaki al-Sha'ir al-Samarqandi (persa: ابوعبدالله جعفر بن محمد بن حکیم بن عبدالرحمن بن آدم الرودکی الشاعر سمرقندی ابوعبدالله جعفر بن محدمدم بن محدمدم بن محدمد ن بن آدم الرودکی الشاعر سمرقندی ). La transliteració adequada del seu nom és Rōdhakī, mentre que al-Rūdhakī és una forma arabitzada. Altres transliteracions són Rudagi, Rawdhagi i Rudhagi.

## Antecedents
Hi ha poca informació disponible sobre la vida de Rudaki, gran part de la qual s'ha reconstruït a partir dels seus poemes. Va viure durant l'època de l'Imperi samànida (819–999), sota la qual la literatura nova persa va començar a desenvolupar-se i florir. D'origen persa, Rudaki va néixer al c. 858, al poble de Banoj (Panjrud), situat a la zona de Rudak entre Samarcanda i Bukhara. La ceguesa de Rudaki està implicada pels escrits dels primers poetes com Daqiqi (mort el 977), Firdawsí (mort el 1020/25), Abu Zura'ah al-Mu'ammari (fl. segle X) i Nasir Khusraw (mort després del 1070). L'historiador Awfi (mort el 1242), diu fins i tot que Rudaki va néixer cec, però això ha estat qüestionat per uns quants estudiosos moderns, a causa de la imatge expressiva de la natura que Rudaki dona en els seus escrits.
A més de poeta, Rudaki també va ser cantant i músic. Des de l'era de l'Iran sasànida (224–651), els poemes es van interpretar habitualment com a cançons utilitzades a la música. Sota els sasànides, la llengua oficial, religiosa i literària era el persa mitjà. Després de la conquesta musulmana de l'Iran, la llengua va entrar en una nova fase, coneguda com el nou persa. Tanmateix, no ve de la forma literària del persa mitjà (coneguda com pārsīk, comunament anomenada Pahlavi), que era parlada per la gent de Fars i utilitzada en els escrits religiosos zoroastrians. En canvi, ve del dialecte parlat per la cort de la capital sasànida Ctesifont i la regió iraniana del nord-est de Khorasan. Durant aquest període, el nou persa era conegut com darī o parsī-i darī.

## Carrera

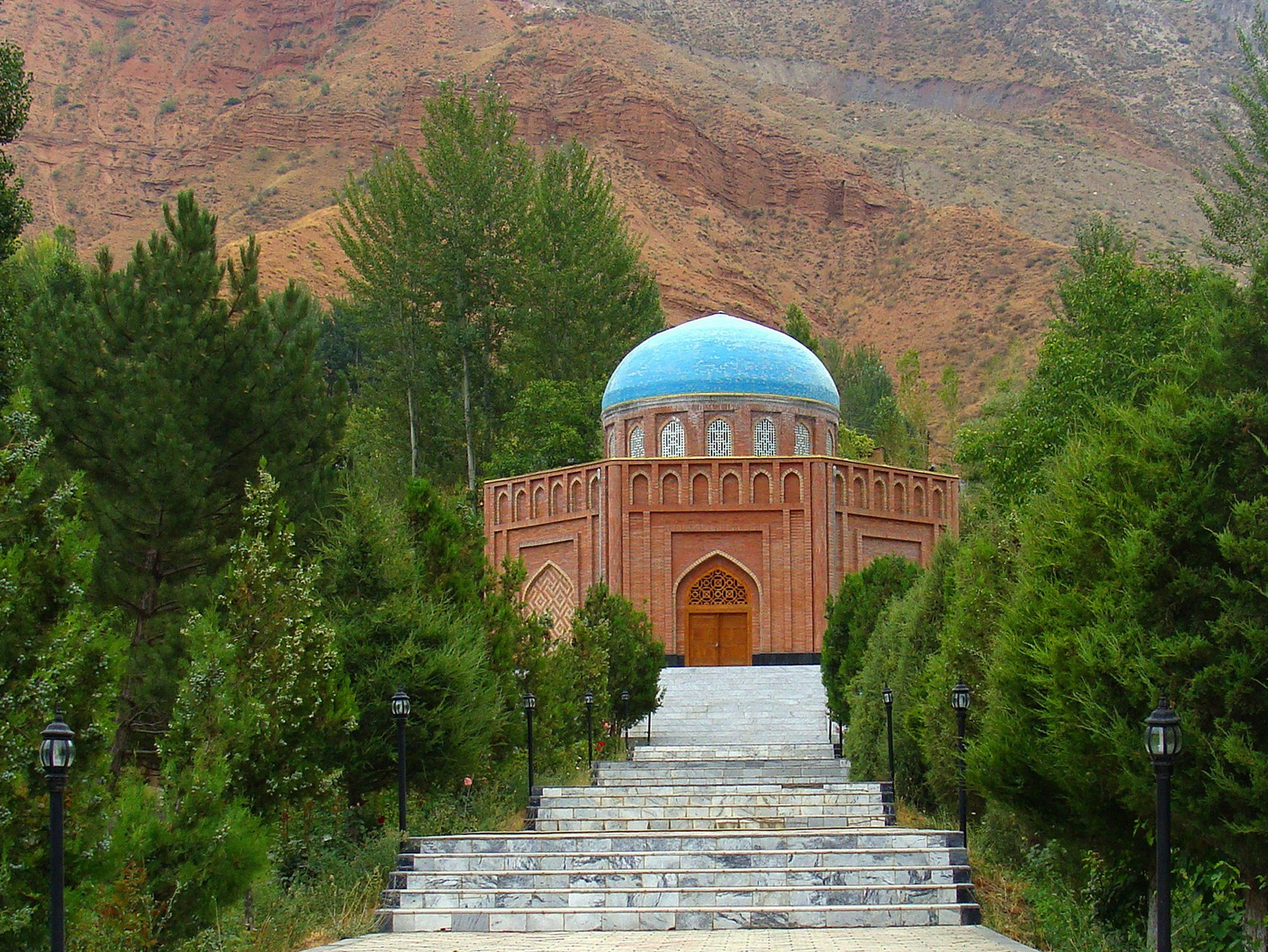
La tomba de Rudaki a Panjakent, Tadjikistan

Als vuit anys, Rudaki havia memoritzat l'Alcorà i era hàbil en poesia. Va rebre instruccions sobre com tocar el chang per un músic destacat anomenat Abu'l-Abak Bakhtiar. En els seus primers anys, Rudaki es va convertir en una figura popular a causa de la seva bona veu, habilitat amb la poesia i interpretar el chang. La informació biogràfica supervivent connecta Rudaki amb l’amir (governant) samànida Nasr II (r. 914–943) o amb el seu visir Abu'l-Fadl al-Bal'ami (mort el 940). No obstant això, segons l'erudit literari Sassan Tabatabai, aparentment Rudaki ja s'havia unit a la cort samànida sota el pare i predecessor de Nasr II , Ahmad Samani (r. 907–914). Tabatabai afirma que això es prova en un poema de Rudaki, on intenta consolar Ahmad Samani després de la mort del seu pare Ismail Samani l'any 907.
La carrera de Rudaki a la cort samanida es considera la part més important de la seva vida. El paper d'un poeta de la cort era més que entretenir els altres, i era un aspecte essencial de la cort persa. Segons el primer rei sassànida Artaxerxes I (r. 224–242), un poeta era part del govern i els mitjans per enfortir el govern. A més d'aplaudir el sobirà i el seu domini, també s'esperava que un poeta donés consells i orientació moral, la qual cosa significava que Rudaki probablement també tenia experiència en aquest camp. L'èxit de Rudaki es va deure en gran part al suport del seu patró principal, Bal'ami. Aquest últim va tenir un paper important en l'eclosió de la literatura persa al segle X. Bal'ami considerava Rudaki com el millor entre els poetes àrabs i perses.
Rudaki era un amic íntim del seu alumne Shahid Balkhi, un destacat poeta i erudit del regne samanida. Després de la mort de Shahid Balkhi el 936, Rudaki va escriure una elegia per a ell. La carrera de Rudaki va començar a disminuir després de la caiguda de Bal'ami el 937. Aviat va caure en desgracia amb l'emir i va ser destituït del tribunal. Rudaki va viure els seus últims anys en la pobresa, morint cec i sol a la seva ciutat natal l'any 940 o 941.
L’iranòleg francès Gilbert Lazard va considerar que el primer successor de Rudaki va ser Abu-Shakur Balkhi, que va compondre molts mathnavis, en particular l’Afarin-nama.

## Obra
Rudaqí va escriure en tots els estils poètics, tot i que la seva temàtica preferida era la bucòlica: en la seva obra preval l'alegria i l'optimisme. Es considera Kalila wa Dimna, de la qual se'n conserven només fragments, la seva obra més destacada.
| Viu feliçment amb les d'ulls negres que el món no és res més que vent i rondalla. Alegra't del que has aconseguit i no recordis el passat. Per a mi aquell arrissat i perfumat cabell, per mi aquella cara de lluna que és de raça d'àngels. Afortunat és qui utilitza i obsequia, desafortunat qui no utilitza ni ofrena. Aquest món d'anhel és com el vent i el núvol, apropa el vi, ¡passi el que passi! | شاد زي با سياه چشمان شاد كه جهان نيست جز فسانه و باد زآمده شادمان ببايد بود وز گذشته نكرد بايد ياد من و آن جعد موي غاليه بوي من و آن ماهروي حور نژاد نيكبخت آن كسي كه داد و بخورد شور بخت آن كه او نخورد و نداد باد و ابر است اين جهان فسوس باده پيش آر ، هرچه بادا باد رودکی سمرقندی |

## Llegat i valoració
Es considera que Rudaki va ser el primer poeta important a escriure en persa nou. Tot i que va ser precedit per altres poetes que van escriure en el nou persa, com Abu Hafs Sughdi (mort el 902), la major part de la seva obra no ha sobreviscut. A l'Iran, Rudaki és reconegut com el fundador de la poesia persa nova i al Tadjikistan com el pare de la literatura tadjik,  ambdues afirmacions que segons l'iranòleg Richard Foltz no són contradictòries. La vida de Rudaki està representada a la pel·lícula de 1957 A Poet's Fate, escrita per Satim Ulugzade (mort el 1997). L'any següent, aquest últim va escriure una obra de teatre centrada en Rudaki, titulada Rudaki, que va ser el primer drama biogràfic tadjik.

El 1100è aniversari del naixement de Rudaki va ser commemorat per l'Iran i la República Socialista Soviètica Tadjik el 1958, i junts van celebrar una conferència a la qual es van unir diversos acadèmics iranians i tadjiks eminents. Va ser durant aquest període quan es va descobrir el lloc d'enterrament de Rudaki a Panjrud. L'arqueòleg i antropòleg soviètic Mikhail Mikhailovitx Gerasimov (mort el 1970) va excavar i analitzar les restes de Rudaki, que va utilitzar per recrear el rostre d'aquest últim en una escultura. Després del col·lapse de la Unió Soviètica, Rudaki va començar a convertir-se en una representació més forta de la identitat tadik i també va reforçar els seus vincles amb la resta del món de parla persa. 

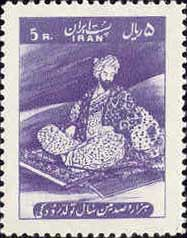
Segell que celebra el 1100 aniversari de l'aniversari de Rudaki, emès per Pahlavi Iran el 1942
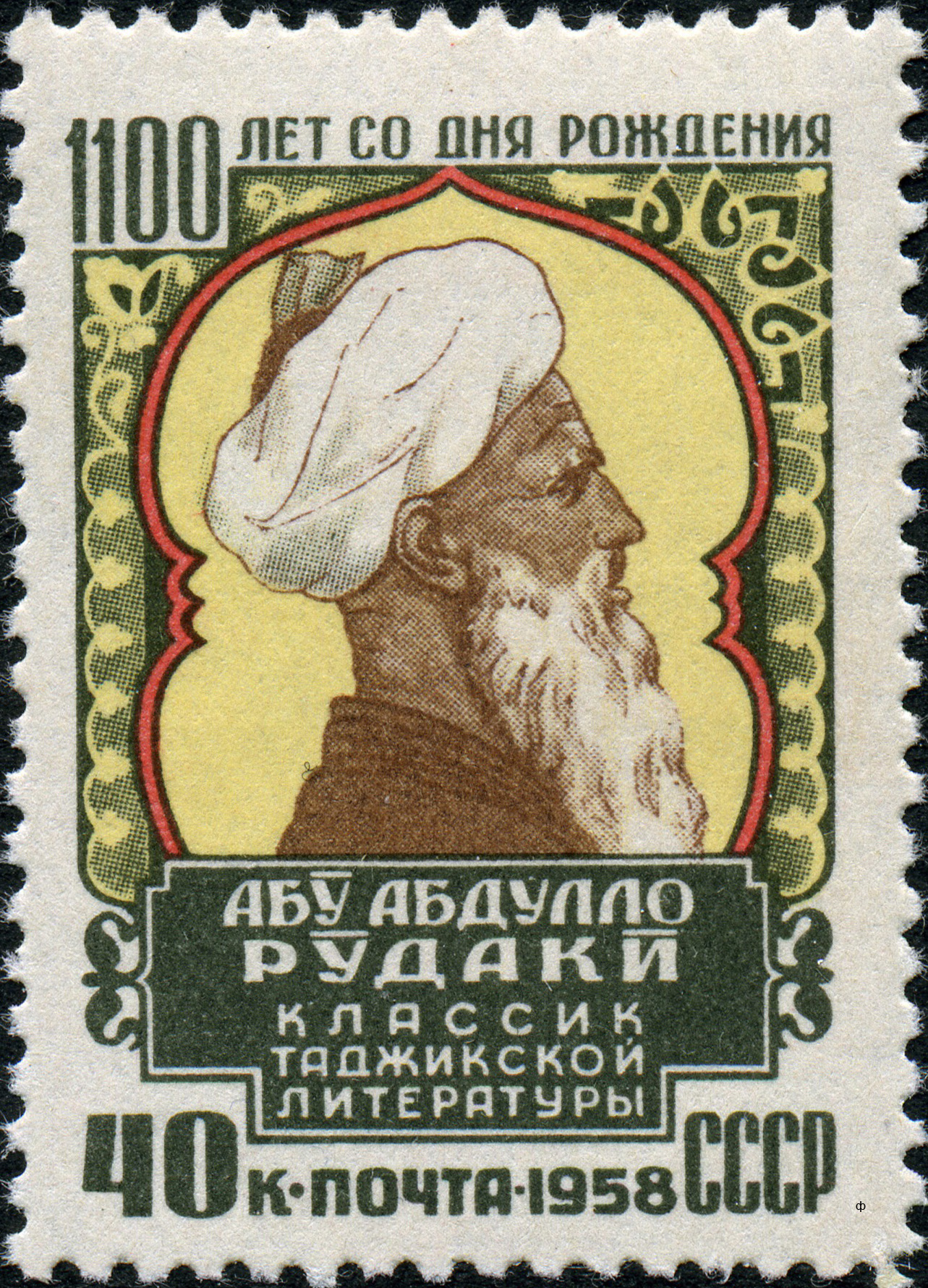
Segell que celebra el 1100 aniversari de l'aniversari de Rudaki, emès per la Unió Soviètica el 1958
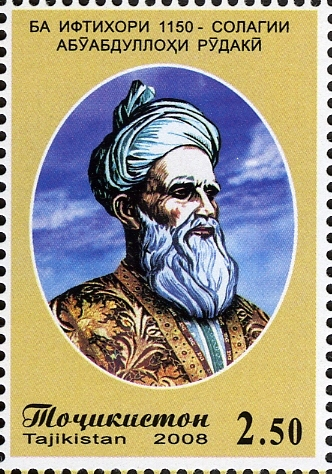
Segell de Rudaki, emès per Tadjikistan el 2008

Segons Nile Green, Rudaki «va anunciar una nova era per a les lletres perses». L'iranòleg François de Blois afirma que Rudaki «va ser el poeta persa més famós abans de Firdowsi». Després de la seva mort, Rudaki va continuar sent una figura molt popular durant uns dos segles, fins al període mongol, on es va tornar impopular entre els poetes altament qualificats d'aquella època. No obstant això, no havia estat oblidat, com ho demostra l'atribució del seu nom al Pseudo- Diwan-i Rudaki, anomenat un dels notoris fraus literaris per de Blois. Estudiosos com Hasan ibn Luft Allah al-Razi al segle XVII i Reza-Qoli Khan Hedayat al segle XIX van reconèixer fàcilment que el Pseudo-Diwan-i Rudaki estava compost principalment per poemes de Qatran Tabrizi (mort després de 1088), mentre que la resta eren poemes ja coneguts de Rudaki que havien estat esmentats en tadhkirahs (diccionaris biogràfics).
Durant el segle XIX, Rudaki va experimentar un ressorgiment de la popularitat juntament amb altres poetes antics Khurasani.